# Niederbipp
Niederbipp je mjesto u Švicarskoj u kantonu Bernu.

## Vanjske poveznice
- Službena stranica